# Institut von Karman de dynamique des fluides

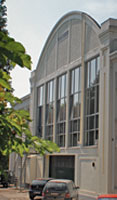
La façade du VKI

 (juillet 2014).
Si vous disposez d'ouvrages ou d'articles de référence ou si vous connaissez des sites web de qualité traitant du thème abordé ici, merci de compléter l'article en donnant les références utiles à sa vérifiabilité et en les liant à la section « Notes et références ».
L'Institut von Karman de dynamique des fluides (en anglais : Von Karman Institute for Fluid Dynamics, en abrégé : VKI) est un organisme à but non lucratif pédagogique et scientifique de droit belge qui se spécialise dans trois domaines spécifiques, aéronautique et aérospatiale, environnement et dynamique des fluides appliquée, turbomachines et propulsion. L'institut est situé dans la grande banlieue de Bruxelles en Belgique, à Rhode-Saint-Genèse. L'Institut von Karman a deux objectifs principaux, la formation et la recherche.

## Histoire
L'institut est issu du Laboratoire aérotechnique de Belgique, conçu autour d'une installation de soufflerie créée en 1928 par l'industriel en aéronautique belge Jean Stampe avec l'assistance financière du Fonds national de la recherche scientifique. 
Le laboratoire aérotechnique de Belgique a été un haut lieu de recherche et d'expérimentation. Il était constitué d'une soufflerie destinée aux essais de maquettes d'avions. 
Le réputé biplan Stampe SV-4 de Stampe et Vertongen y a été conçu avant d'être utilisé dans de nombreux pays comme appareil d'écolage et d'acrobatie. Utilisé en Belgique, en France et dans de nombreux pays, cet avion fut conçu dans les établissements Stampe et Vertongen fondés par Jean Stampe et associé à Alfred Renard. La maquette du premier hélicoptère à double rotor de Nicolas Florine y fut testé en 1936 et son prototype expérimenté en vol. Les prototypes de plusieurs avions Renard civils et militaires y furent également élaborés dont le R35 (Renard 35), avion trimoteur stratosphérique à cabine pressurisée. 
Après la Deuxième Guerre mondiale, des études de missiles y ont eu lieu et, depuis, le centre participe à des recherches internationales, notamment pour la société belge de construction aéronautique et aérospatiale SONACA (Charleroi) dans le cadre du programme Embraer de sa filiale brésilienne Sobraer.
C'est en 1956 que l'institut diversifie ses travaux, lorsque le physicien et ingénieur américain Theodore von Kármán propose d'établir un centre d'excellence (anglais : Training Center for Experimental Aerodynamics - TCEA) dans les installations existantes. À la mort de von Kármán survenue en 1963, le centre prend le nom de son fondateur.

## Activité
L'Institut von Karman conduit des travaux de recherche pour la Commission européenne, l'Agence spatiale européenne et l'industrie. À ce titre, l'institut étudie la configuration des véhicules spatiaux, ainsi que les turbomachines. L'institut compte, au début du XXIe siècle, cinquante laboratoires voués à des recherches de pointe dans les domaines les plus variés. L'institut a aussi contribué aux études préparatoires à l'installation au pôle Sud de la station antarctique belge Princesse Élisabeth, un bâtiment à faible consommation d'énergie conçu pour résister à des vents violents, et c'est à ce sujet qu'une maquette de la station a été soumise à des essais en soufflerie.
Outre les recherches aérodynamiques, l'institut se spécialise dans diverses techniques de pointe, tant dans les outils de calcul, les ordinateurs, que dans les méthodes et les programmes. En 2010, quelque cinquante ans après avoir déjà réalisé les études préliminaires du premier réacteur nucléaire belge, il est à nouveau en contrat avec le Centre d'étude de l'énergie nucléaire à Mol (Limbourg) pour l'étude et l'expérimentation de techniques et de composants du projet de réacteur MYRRHA.
L'institut est divisé en trois départements :
- Mécanique des fluides environnementale et appliquée,
- Aéronautique et aérospatial,
- Turbomachines et propulsion.

Outre son activité de recherche, l'institut organise des cours (VKI  Lectures Series) pour son compte propre ou en collaboration avec l'organisation pour la science et la technologie de l'OTAN (STO-AVT).

## Financement
Le financement est assuré par quinze pays, dont la Belgique, et par des activités contractuelles de recherche.

## Directeurs
- 1956-1958 : R. Paul Harrington
- 1958-1962 : L. Sterne
- 1962-1965 : W.F. Campbell
- 1965-1970 : Robert O. Dietz
- 1970-1976 : Jean Smolderen
- 1976-1990 : Jean Ginoux
- 1990-1999 : John Wendt
- 1999-2008 : Mario Carbonaro
- 2008-2017 : Jean Muylaert
- 2017 : Pieter Gaele Winters
- Depuis 2018 : Peter Grognard

## Archives
Depuis 2017, les archives de l'Institut von Karman sont conservées aux Archives générales du Royaume. On y retrouve une série d’albums, de photos et de plaques de verre des années 1940 et 1950. Presque tous les aspects de l’aéronautique y figurent : la construction du laboratoire aérotechnique, les tests effectués en laboratoire, les recherches sur les accidents du transport aérien, les recherches sur de nouveaux types d’avions et hélicoptères, le développement de l’aéroport de Melsbroek, etc.